# Work Your Magic
«Work Your Magic» (в переводе с англ.  «Твори своё волшебство») — поп-песня, написанная Филиппом Киркоровым для себя, однако исполненная Димой Колдуном на конкурсе песни «Евровидение-2007». Дмитрий выступил на конкурсе от Беларуси. Певец успешно прошёл полуфинал и занял в финале шестое место.
Позднее на ту же музыку был написан русский вариант текста песни под названием «Дай мне силу», не являющийся переводом «Work Your Magic». На оба варианта песни существуют видеоклипы. Автор слов к русской версии — Андрей Морсин, к английской — Карен Кавалерян.